# Leptacis ocellaris
Leptacis ocellaris är en stekelart som beskrevs av Choi och Peter Neerup Buhl 2006. Leptacis ocellaris ingår i släktet Leptacis och familjen gallmyggesteklar. Inga underarter finns listade i Catalogue of Life.